# Zakręt szczęścia
Zakręt szczęścia / Zakręt sukcesu  (oryg. Зигзаг удачи, Zigzag udaczi) – komedia radziecka z 1968 roku w reżyserii Eldara Riazanowa. 

## Opis fabuły
Akcja filmu rozgrywa się w zakładzie fotograficznym, w małym prowincjonalnym mieście. Dyrektor zakładu martwi się trudnościami w wykonaniu planu, podległa mu pracownica Alewtina marzy o zamążpójściu, a fotograf Wołodia Oriesznikow chce zostać artystą-fotografikiem. Sytuacja zmienia się radykalnie, kiedy Wołodia wygrywa 10 tys. rubli na loterii. Może teraz kupić nowoczesny aparat i razem z Olgą wyjechać do Moskwy. Jednak pieniądze na zakup losu Wołodia wziął z kasy samopomocowej i wygrana przypada nie tylko jemu, ale wszystkim, którzy do tej kasy należą. W życiu Oriesznikowa pojawia się urodziwa Lidoczka (Lidija Siergiejewna).

## Role
- Jewgienij Leonow jako fotograf Władimir Oriesznikow
- Irina Skobcewa jako fotograf Lidija Siergiejewna
- Walentina Tałyzina jako Alewtina Wasiljewna
- Jewgienij Jewstigniejew jako dyrektor Iwan Kałaczow
- Aleksiej Gribow jako Kiriił Połotiencew
- Gotlib Roninson jako mąż Lidii
- Gieorgij Burkow jako Pietia, fotograf-alkoholik
- Swietłana Starikowa jako Ira, pracownik atelier
- Boris Susłow jako Jura, mąż Iry